# Steve Wozniak
Stephen (eller Stephan) Gary "Steve" Wozniak,:18 ibland kallad "Woz", född 11 augusti 1950 i San Jose i Kalifornien, är en amerikansk elektroingenjör, datorprogrammerare, entreprenör och riskkapitalist. År 1976 grundade han Apple Computer (numera Apple Inc.) tillsammans med Steve Jobs och Ronald Wayne.
Wozniak utvecklade egenhändigt Apple I- och Apple II-datorerna, företagets huvudsakliga produkter från 1976 till mitten av 1980-talet. Han är fortfarande officiellt anställd av Apple, men ägnar sig för närvarande åt ett eget riskkapitalbolag.

## Tidiga år
Wozniak föddes i San Jose i Kalifornien, som son till Margaret Elaine (född Kern) och Jacob Francis "Jerry" Wozniak. Han har polsk och schweizisk härstamning på faderns sida samt tysk, irländsk och engelsk på mödernet.
Namnet på Wozniaks födelseattest är "Stephan Gary Wozniak", men hans mor har sagt att hon menade att det skulle stavas "Stephen", och "Steve" är vad han kallar sig själv.:18

## Apple Computer

### Bakgrund
1971 introducerade Wozniaks vän Bill Fernandez honom för Steve Jobs. Vid den här tiden studerade Fernandez och Jobs vid Homestead High School. Jobs och Wozniak blev vänner när Jobs sommarjobbade vid Hewlett-Packard (HP), där Wozniak också var anställd.
1971 hoppade Wozniak av Berkeley efter endast ett års studier. I en ABC-intervju 2007 berättade Wozniak: "Vi träffades 1971, när jag gick på college och han gick på high school. En vän till mig sa 'du borde träffa Steve Jobs, för han gillar elektronik och är en sån som hittar på hyss'. Så det var han som förde oss samman."
1973 arbetade Jobs för arkadspelsföretaget Atari, i San Jose-förorten Los Gatos. Han hade fått i uppdrag att tillverka ett kretskort åt arkadspelet Breakout. Enligt Ataris medgrundare Nolan Bushnell erbjöd Atari 100 dollar för varje chipp som kunde elimineras i maskinen. Jobs visste inte mycket om hur man utformade kretskort och kom överens med Wozniak om att dela lika, om Wozniak kunde fixa så att man kunde minimera antalet chipp. Till slut tog Wozniak bort 50 av chippen genom att använda RAM.
Prototypen var dock komplex, och det faktum att den inte heller hade vare sig räkneverk eller myntinkast gjorde att den inte kunde användas. Jobs fick trots detta ut maximal bonusersättning. Jobs berättade för Wozniak att Atari bara gav honom 700 dollar (mot den verkliga slutsumman 100x50 dollar) och att Wozniaks andel därför var 350 dollar. Wozniak fick inte reda på hur stor bonusen i själva verket var förrän tio år senare. Han sa dock att om Jobs hade berättat allt för honom och sagt att han behövde pengarna, då hade Wozniak låtit honom få behålla hela summan.

### Apple I
29 juni 1975 testade Wozniak sin första fungerande prototyp, som kunde visa ett antal bokstäver och köra några olika testprogram. Det var första gången som ett datortecken kunde visas på en TV-skärm styrd av en hemdator. Med denna Apple I-prototyp siktade han och Jobs främst på att imponera på andra medlemmar av den Palo Alto-baserade Homebrew Computer Club, en lokal sammanslutning av dator- och elektronikintresserade. Klubben var en av flera liknande grupperingar som under de kommande årtiondena mer eller mindre skapande persondatorindustrin. Till skillnad mot andra prototyper som visades upp i Homebrew hade den här en enkel videogenerator, något som väckte stor uppmärksamhet.
Året efter presenterade Wozniak så den dator som skulle göra honom berömd. Apple I var helt och hållet hans skapelse, inklusive hårdvaran, kretskortsdesignen och operativsystemet. Jobs kom på idén att man kunde sälja den här apparaten som ett färdigt moderkort. Wozniak, som först var lite skeptisk till det hela, övertalades av Jobs och dennes plan att de – oavsett om det här var en bra affärsidé – skulle kunna berätta för sina barnbarn att de i alla fall hade ett eget bolag. För att få ihop till startkapital sålde de unga företagsledarna Wozniaks vetenskapliga räkneapparat och Jobs Folkvagnsbuss., skrapade ihop 1 300 dollar i sparade medel och satte därefter ihop de första moderkorten i Jobs' sovrum och därefter (när sovrummet var fullt) i Jobs garage. Wozniaks lägenhet i San Jose fylldes samtidigt av bildskärmar, elektronisk apparatur och datorspel som Wozniak hade utvecklat.
Apple I hade en prislapp på 666,66 dollar. Wozniak sa senare att han inte kände till relationen mellan det talet och vilddjurets tal, och att "jag tog den summan eftersom jag gillar siffror som upprepas." Jobs och Wozniak sålde de 50 första moderkorten till Paul Terrell, som precis hade öppnat en av de första datorbutikerna – Byte Shop i Mountain View.
Detta till trots var Apple I en dator med begränsningar. Den liknade Altair 8800, den första kommersiellt tillgängliga mikrodatorn, med den skillnaden att Apple I inte hade plats för några instickskort. Via instickskort kunde Altair-datorn kopplas ihop med en datorterminal och programmeras i BASIC. Apple I var i jämförelse en hobbymaskin. Wozniaks produkt inkluderade en 25-dollars mikroprocessor (MOS 6502) på ett enkelt kretskort med 256 byte ROM, 4kB eller 8kB RAM och en kontrollenhet som kunde visa 24 rader à 40 tecken. Apples första dator saknade skal, strömförsörjning och bildskärm, vilket köparen själv fick skaffa på egen hand.

### Apple II och Apple Computer
Efter framgången med Apple I designade Wozniak Apple II, den första persondatorn som kunde visa färggrafik och dessutom hade programmeringsspråket BASIC inbyggt. Wozniak inspirerades av "tekniken Atari använde för att få fram färger på sina första arkadspel", när han ordnade färg i NTSC genom ett chipp för 1 dollar. Färgen i PAL togs fram av en slump, och än idag har han ingen aning om vad som hände när en prick plötsligt dök upp på en rad. Under arbetet med att formge datorn menade Jobs att Apple II skulle ha två platser för instickskort, medan Wozniak ville ha sex stycken. Efter en upphetsad diskussion – där Wozniak bland annat hotat med att Jobs då skulle få skaffa sig en dator av någon annan – enades de om att datorn borde ha åtta kortplatser. Den slutliga produkten kom sedan att bli en av de första riktigt framgångsrika och massproducerade persondatorerna.
Den 1 april 1976 bildade Jobs och Wozniak till slut företaget Apple Computer. Wozniak sa upp sig från sin tjänst vid Hewlett-Packard och blev nu istället vice ordförande i bolaget och ansvarig för forskning och utveckling hos Apple.

### Flygplanshaveriet
7 februari 1981 havererade Wozniaks Beechcraft Bonanza A36TC-flygplan (där han var pilot). Detta skedde strax efter att det lyft från Sky Park Airport i Scotts Valley i Kalifornien. Planet stegrade sig direkt efter starten, föll ner på startbanan, trängde genom två staket och havererade slutligen mot en vall. Wozniak och hans tre passagerare – hans dåvarande flickvän Candice Clark, hennes bror och dennes flickvän – skadades. Wozniak drabbades av svåra huvud- och ansiktsskador, inklusive en tappad tand, och led sedan under fem veckors tid av anterograd amnesi – oförmågan att lagra nya minnesbilder. Han hade inget minne av haveriet och mindes inte sitt eget namn på sjukhuset eller saker som han gjort efter att han skrivits ut från sjukhuset. Haveriutredningen kom fram till att ett för tidigt lyftförsök och bristande erfarenhet hos piloten var de mest sannolika orsakerna till haveriet. Wozniak återgick inte till sitt arbete efter konvalescensen och beslöt att det här var en lämplig orsak till att göra nya livsval.

### Sista åren med Apple

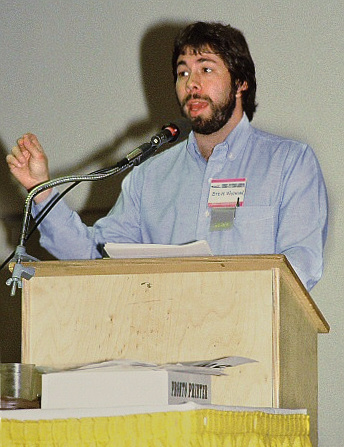
Steve Wozniak 1983.

I maj 1982 och 1983 sponsrade Wozniak två festivaler ägnade åt ny teknik. Den ena blev en teknikutställning, den andra en rockfestival med datorer och TV.
1983 återvände Wozniak till Apples utvecklingsavdelning. Han meddelade då att han nöjde sig med att vara en vanlig ingenjör, parat med en allmän motivator för Apples andra medarbetare.
Wozniak kände att Apple – trots hans eget bidrag till företagets framgångar – hindrade honom i sin egen utveckling. Han tyckte om arbetet som ingenjör och sökte sig bort från ledningen av företaget. Allt eftersom fler ingenjörer sökte sig till Apple, kände han att hans egen roll i Apple minskade, och tidigt 1985 lämnade han Apple eftersom han inte längre ansåg att företaget behövde honom. Han menade att företaget de senaste fem åren hade utvecklats åt fel håll och sålde det mesta av sina aktier i Apple. Steven Wozniak lämnade för gott sin roll som heltidsanställd Apple-medarbetare 6 februari 1987, tolv år efter att han grundat bolaget.

## Efter Apple

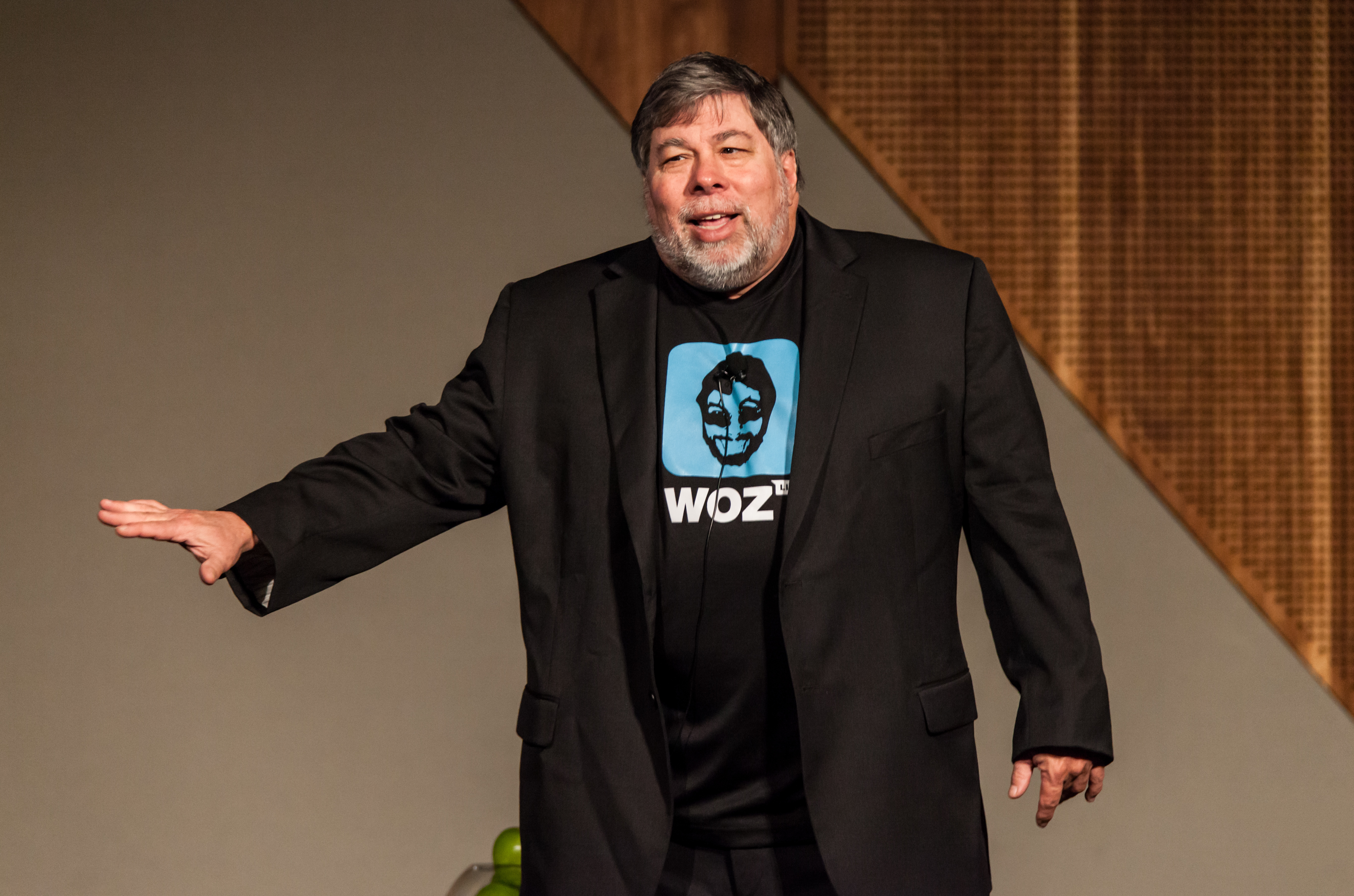
Steve Wozniak på scenen på en mässa i Melbourne i Australien, 2012.

Wozniak är fortfarande anställd av Apple och erhåller årligen cirka 120 000 dollar i ersättning och är fortfarande aktieägare. Han upprätthöll kontakten med Steve Jobs fram till dennes död oktober 2011, även om han 2006 meddelade att han och Jobs inte var nära vänner. I en intervju 2013 ansåg Wozniak att Macintosh "misslyckades" under Steve Jobs ledning och att det inte var förrän Jobs lämnade företaget (1985) som den kom att nå riktiga framgångar. Han sa att folk som John Sculley gjorde så att det skapades en Macintosh-marknad, när marknaden för Apple II tynade bort.

### Lärare och nystartade bolag
Efter att Wozniak lämnat det dagliga arbetet på Apple har han ägnat sig åt en mängd olika aktiviteter, inklusive vidare uppfinnande och arbete som riskkapitalist. Han har också ägnat sig åt filantropisk verksamhet, inklusive finansiering av teknikprogrammet i sitt lokala skoldistrikt.
Ett tag lärde han ut datorkunskap för femte- till niondeklassare. Hans nystartade företag CL 9 utvecklade och lanserade 1987 den första programmerbara universella fjärrkontrollen.
2001 grundade Wozniak Wheels of Zeus (WOZ) med målsättningen att utveckla trådlös GPS-teknik. Året därpå blev han styrelseledamot i två nya telekom-bolag. När WOZ lades ner 2006 grundade Wozniak (tillsammans med Ellen Hancock och Gil Amelio – båda tidigare Apple-anställda) Acquicor Technology, ett holdingbolag med intressen inom ny teknik.

### Självbiografi och senare år
I september 2006 publicerade Steven Wozniak sin självbiografi – iWoz: From Computer Geek to Cult Icon: How I Invented the Personal Computer, Co-Founded Apple, and Had Fun Doing It. Boken skrevs tillsammans med författaren/skribenten Gina Smith.
I februari 2009 antog Wozniak tjänsten som försteforskare på Fusion-io, ett datalagrings- och serverföretag baserat i Salt Lake City. 2014 utsågs han till adjungerad professor vid Ingenjörs- och IT-fakulteten vid Sydneys University of Technology.

## Patent
Wozniak noteras som ensam uppfinnare bakom till följande Apple-patent:
- US Patent No. 4,136,359: "Microcomputer for use with video display"[22]
- US Patent No. 4,210,959: "Controller for magnetic disc, recorder, or the like"
- US Patent No. 4,217,604: "Apparatus for digitally controlling PAL color display"
- US Patent No. 4,278,972: "Digitally-controlled color signal generation means for use with display"

## Hedersutnämningar
Steve Wozniak har för sitt bidrag till teknikutvecklingen fått motta en rad utnämningar som hedersdoktor. 1989 utsågs han till hedersdoktor vid University of Colorado i Boulder, och därefter har han fått ytterligare 11 hedersdoktorat, inklusive fem stycken hos utländska universitet.

## Familj och intressen
Steve Wozniak var åren 1981–87 gift med Candice Clark, elitidrottare i kanotslalom. De har tre barn tillsammans, varav det yngsta föddes efter skilsmässan. Efter en omskriven relation med komikern och skådespelerskan Kathy Griffin gifte han sig med Janet Hill.
Wozniak betraktar sig själv som "ateist eller agnostiker".
Steve Wozniak bor i Los Gatos i Kalifornien. Han ansökte 2012 om australiskt medborgarskap och har uttryckt intresse för att i framtiden bosätta sig i Melbourne. Wozniak, tillsammans med sin fru Janet Hill, fick serbiskt medborgarskap i december 2023.